# Золоті пластини
Згідно з рухом святих останніх днів, золоті пластини (також звані золотими плитами або в деякій літературі 19-го століття, золотою Біблією ) є джерелом, з якого Джозеф Сміт переклав Книгу Мормона, священний текст віри. Деякі свідки описували пластини вагою від віл 14 до 27 кг, золотого кольору, і складається з тонких металевих сторінок, вигравіруваних ієрогліфами з обох боків і переплетених трьома D-подібними кільцями.
Сміт сказав, що знайшов пластини 22 вересня 1823 року на пагорбі поблизу свого будинку в Манчестері, штат Нью-Йорк, після того, як ангел Мороній направив його до закопаної кам’яної скриньки. Він сказав, що ангел заборонив йому взяти пластини, але наказав повернутися на те саме місце через рік. Він повертався на це місце щороку, але лише у вересні 1827 року, він знайшов пластини під час своєї четвертої щорічної спроби їх знайти. Він повернувся додому з важким предметом, загорнутим у сукню, який потім поклав у коробку. Він дозволив іншим піднімати коробку, але сказав, що ангел заборонив йому показувати пластини кому-небудь, поки вони не будуть перекладені з їхньої оригінальної «реформованої єгипетської» мови.
Сміт диктував текст пластин, а писар записував слова, які згодом стали Книгою Мормона. Очевидці процесу розповіли, що Сміт переклав пластини, не дивлячись прямо на них, а дивлячись крізь прозорий прозорий камінь у нижній частині свого капелюха. Сміт опублікував перше видання перекладу в березні 1830 року як «Книгу Мормона» накладом 5 000 примірників і вартістю 3 000 доларів США (або 60 центів за книгу).
Зрештою Сміт отримав свідчення від 11 чоловіків, які сказали, що вони бачили пластини, відомі як свідки Книги Мормона. Після завершення перекладу Сміт сказав, що повернув пластини ангелу Моронію; тому їх ніколи не можна було дослідити. Святі останніх днів вважають розповідь про золоті пластини справою віри, тоді як критики часто стверджують, що або Сміт створив їх сам, або що свідки Книги Мормона ґрунтували свої свідчення на видіннях, а не на фізичному досвіді.

## Історія

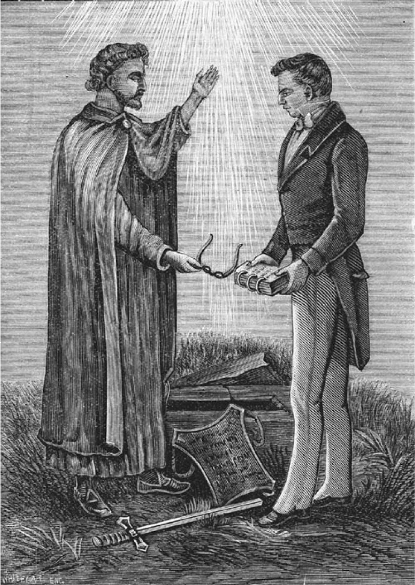
Гравюра 1893 року із зображенням опису Джозефа Сміта отримання артефактів від ангела Моронія. Серед артефактів — золоті пластини та набір окулярів із каменів провидців, які Сміт назвав Урім і Туммім. Поруч показані меч Лавана та стародавня нагрудник.

Історія золотих пластин складається з того, як, за словами Джозефа Сміта та його сучасників, пластини були знайдені, отримані від ангела Моронія, перекладені та повернуті ангелу до публікації Книги Мормона . Сміт є єдиним джерелом великої частини історії, тому що більша частина цього сталася, коли він був єдиним свідком людини. Тим не менш, Сміт розповів цю історію своїй сім'ї, друзям та знайомим, і багато з них повідомили про неї з інших рук. Інші частини історії випливають із заяв тих, хто знав Сміта, включаючи кількох свідків, які сказали, що бачили золоті пластини.
Найвідоміші елементи історії про золоті пластини можна знайти в розповіді Сміта в 1838 році і включені в офіційні церковні історії деяких конфесій руху святих останніх днів. Церква СОД канонізувала частину цього звіту 1838 року як частину свого Святого Письма, Дорогоцінну перлину .